# 254-260 Canal Street
254-260 Canal Street, también conocido como Bruce Building, es un edificio en la esquina de Lafayette Street en el barrio de Chinatown de Manhattan, Nueva York. Fue construido en 1856-1857 y diseñado en el estilo neorrenacentista italiano. Los elementos de hierro fundido de la fachada pueden haber sido proporcionados por James Bogardus, un pionero en el uso del hierro fundido en la arquitectura. El edificio fue construido para George Bruce, un próspero impresor e inventor de nuevas tecnologías en la industria de la impresión, que entonces era una de las industrias líderes de Nueva York. Fue convertido en oficinas en 1987 por el arquitecto Jack L. Gordon.
El uso de columnas de hierro fundido en el gran edificio de cinco pisos permitió la instalación de grandes ventanales que mejoraron las condiciones de fabricación y la eficiencia. El lote estaba disponible porque un aserradero que se encontraba en el sitio había sido destruido recientemente por un incendio, lo que hacía atractiva la construcción de hierro fundido ignífugo. El estilo ligeramente italiano del edificio lo convierte en un ejemplo significativo de la arquitectura industrial del siglo XIX. Se le ha llamado "¡Hermoso!" y "un importante ejemplo temprano de arquitectura de hierro fundido en la ciudad de Nueva York". Si el hierro fundido de hecho procediera de las obras de hierro de Bogardus, el edificio sería "la más grande e importante de sus obras existentes".
El edificio fue designado como un hito de la ciudad de Nueva York en 1985 y se agregó al Registro Nacional de Lugares Históricos en 2006.